# Хмелёво (Кемеровская область)
Хмелёво — село в Ленинск-Кузнецком районе Кемеровской области. Входит в состав Демьяновского сельского поселения.

## География
Село расположено при впадении реки Касьма в Иню, в 8 км к северу от Ленинска-Кузнецкого. Ближайшие сёла: Егозово в 1 км на юго-восток и Сапогово — в 2 км на запад. Ближайшая железнодорожная станция — Егозово Западно-Сибирской железной дороги (на линии Тогучин— Новокузнецк— Таштагол) — в 3 км.
Центральная часть населённого пункта расположена на высоте 182 метров над уровнем моря.

## Население
По данным Всероссийской переписи населения 2010 года, в селе Хмелёво проживает 86 человек (45 мужчин, 41 женщина).